# Korntauern
Der Korntauern (auch: Hoher Tauern) ist ein historisch bedeutsamer Gebirgspass, der auf 2459 m ü. A. das Salzburger Anlauftal (ein Seitental des Gasteiner Tales) mit dem Kärntner Seebachtal verbindet. Heinz-Dieter Pohl interpretiert die Bezeichnung Korntauern etymologisch als Kärntner Tauern. Heute ist er durch einen Wanderweg erschlossen. Mit dem Niederen Tauern wird er zu den Gasteiner Tauern zusammengefasst.

## Lage
Der Korntauern liegt etwas östlich des Eisenbahn-Tauerntunnel und rund sieben Kilometer östlich des Mallnitzer Tauern. Zwischen Grünecker-See-Spitz (2468 m) und Schönbretterkogel (2732 m) gelegen, verbindet er das Anlauftal über das Tal des Tauernbaches mit dem Seebachtal und Mallnitz. Nördlich des Passes liegt der Große Tauernsee (2165 m), südlich der Kleine Tauernsee und der Grünecker See (2307 m). Der südlich vorbeiführende Tauernhöhenweg verbindet die Mindener Hütte mit der Hannoverhaus.

## Geschichte

### Frühgeschichte und Antike
Nacheiszeitliche Steinbeilfunde in der Nähe des Korntauern zeigen, dass dieser Pass schon vor Jahrtausenden begangen wurde. Funde aus der Bronzezeit, also dem 2. Jahrtausend v. Chr., deuten auf eine damalige Nutzung des Überganges am Hohen Tauern hin. Eine Straßenanlage hoch auf den Korntauern, entlang des Mallnitztales, welche immer der frühen Neuzeit zugeschrieben wurde, konnte erst 1990 als Römerstraße identifiziert werden. In späteren Zeiten verlor der Übergang über den Niederen Tauern an Bedeutung, der über den Hohen Tauern behielt sie aber noch bis hinein in die Neuzeit.

### Der Pass in der Neuzeit
Spätestens ab dem späten Mittelalter entwickelte sich über beide Pässe ein reger Saumverkehr und es wird vermutet, dass zumindest einer der beiden Pässe im Winter offen gehalten wurde. Zumindest soll im 16. Jahrhundert der Saumweg über die Korntauern auch im Winter freigehalten worden sein, der im Jahre 1506 durch das Fuggerische Handelsimperium errichtet wurde. Zwar ist zum Bau dieses Fuggerweges noch einiges im Unklaren, zum Teil wird er sogar gänzlich in Frage gestellt, andererseits gibt es aber auch genug Hinweise auf ihn.
Besonders rege wurde der Korntauern wohl im 17. Jahrhundert begangen. Wichtigste Güter waren Wein und Salz. Ende des 18. Jahrhunderts fielen beide Pässe aber in die Bedeutungslosigkeit zurück, die Wegverhältnisse an anderen Pässen waren einfach zu gut.